# Gabriel Campana
Gabriel Campana war ein französischer Hersteller von Automobilen.

## Unternehmensgeschichte
Das Unternehmen aus Paris begann 1912 mit der Produktion von Automobilen. Der Markenname lautete Gabriel. 1914 endete die Produktion.

## Fahrzeuge

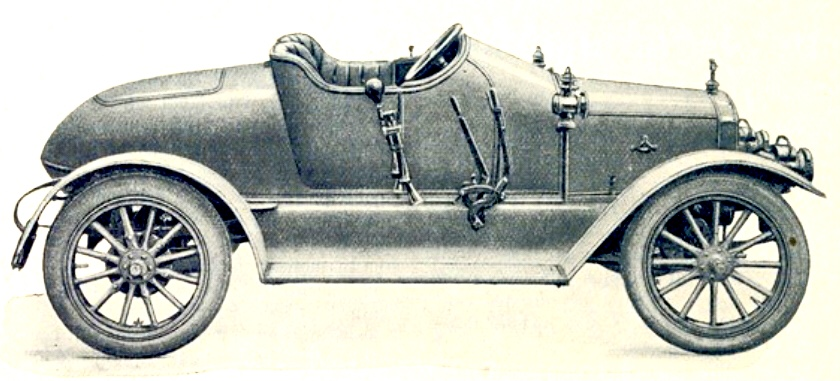
Gabriel Campana 9-12 CV

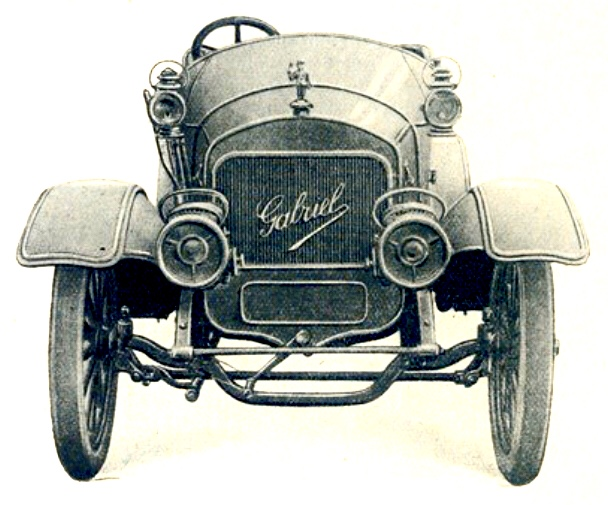
Gabriel Campana 9-12 CV Kühlergrill

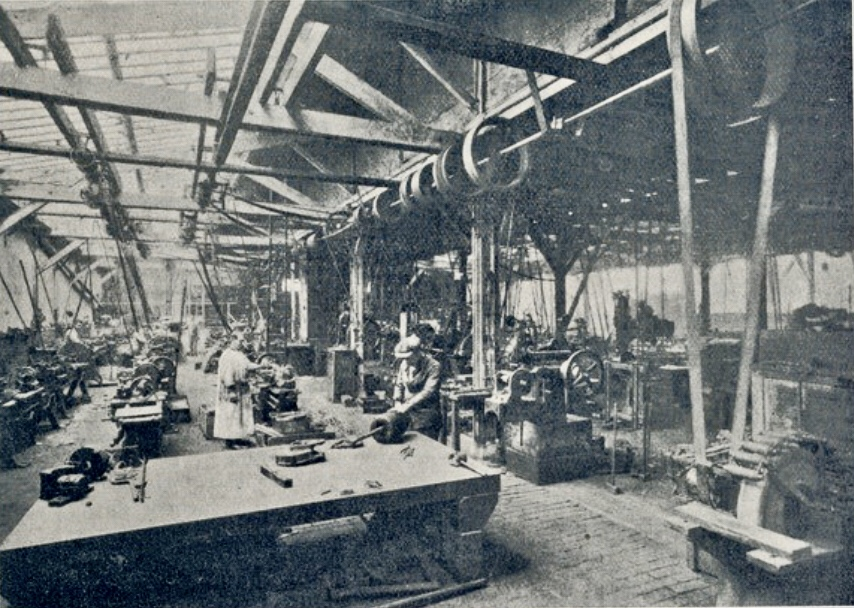
Gabriel Campana Produktionshalle

Angeboten wurden drei Modelle. Dies waren der 9/12 CV mit 1943 cm³ Hubraum mit 75 mm Bohrung und 110 mm Hub, der 13/18 CV mit 2722 cm³ Hubraum und der 20/30 CV mit 4500 cm³ Hubraum. Alle Fahrzeuge waren mit Vierzylindermotoren, Vierganggetrieben und Kardanantrieb ausgestattet. Der Radstand vom 9/12 CV betrug 2530 mm, die Spurweite 1300 mm. Das Fahrzeuggewicht betrug 700 kg. Die Bereifung hatte die Größe 815 × 105. Der Verkaufspreis in Frankreich lag bei 6500 Franc.